# Parwa liga 2016/17
Die Parwa liga 2016/17 war die 93. Spielzeit der höchsten bulgarischen Fußballspielklasse. Die Saison begann am 29. Juli 2016 und endete am 4. Juni 2017. Es war die erste Saison unter dem reformierten Modus der Parwa liga (dt. Erste Liga).
Als Titelverteidiger ging Ludogorez Rasgrad in die Saison.

## Modus
Die 14 Vereine spielten zunächst in einer Doppelrunde die reguläre Saison aus. Diese Tabelle diente als Grundlage für die Qualifikation zu verschiedenen Platzierungsrunden. Die sechs bestplatzierten Vereine erreichten die Meisterschaftsrunde, die Teams auf den Plätzen sieben bis vierzehn spielten in der Abstiegsrunde um einen möglichen internationalen Startplatz und ermittelten die Mannschaften, die an der Relegation teilnahmen.

## Mannschaften
| Team                   | Stadt             | Heimstadion               | Kapazität |
| ---------------------- | ----------------- | ------------------------- | --------- |
| Beroe Stara Sagora     | Stara Sagora      | Beroe-Stadion             | 13.500    |
| Botew Plowdiw          | Plowdiw           | Christo-Botew-Stadion     | 22.000    |
| Dunaw Russe            | Russe             | Städtisches Stadion       | 19.960    |
| Lewski Sofia           | Sofia             | Georgi-Asparuchow-Stadion | 29.200    |
| Lok Gorna Orjachowiza  | Gorna Orjachowiza | Lokomotiv-Stadion         | 10.500    |
| Lokomotive Plowdiw     | Plowdiw           | Lokomotiv-Stadion         | 10.800    |
| Ludogorez Rasgrad      | Rasgrad           | Arena Ludogorez           | 08.808    |
| PFK Montana            | Montana           | Ogosta-Stadion            | 08.000    |
| Neftochimik Burgas     | Burgas            | Lasur-Stadion             | 18.037    |
| Pirin Blagoewgrad      | Blagoewgrad       | Christo-Botew-Stadion     | 11.000    |
| Slawia Sofia           | Sofia             | Owtscha-Kupel-Stadion     | 25.556    |
| Tscherno More Warna    | Warna             | Titscha-Stadion           | 12.000    |
| FC Wereja Stara Sagora | Stara Sagora      | Trace Arena               | 01.714    |
| ZSKA Sofia             | Sofia             | Balgarska-Armija-Stadion  | 22.015    |

## Reguläre Saison

### Tabelle
| Pl. | Verein                     | Sp. | S  | U | N  | Tore    | Diff. | Punkte |
| --- | -------------------------- | --- | -- | - | -- | ------- | ----- | ------ |
| 1.  | Ludogorez Rasgrad (M)      | 26  | 21 | 4 | 1  | 069:190 | +50   | 67     |
| 2.  | Lewski Sofia               | 26  | 15 | 6 | 5  | 038:170 | +21   | 51     |
| 3.  | ZSKA Sofia (N, P)          | 26  | 13 | 7 | 6  | 035:160 | +19   | 46     |
| 4.  | Tscherno More Warna        | 26  | 12 | 7 | 7  | 030:240 | +6    | 43     |
| 5.  | Lokomotive Plowdiw         | 26  | 10 | 9 | 7  | 035:300 | +5    | 39     |
| 6.  | Dunaw Russe (N)            | 26  | 10 | 8 | 8  | 032:310 | +1    | 38     |
| 7.  | Botew Plowdiw              | 26  | 10 | 5 | 11 | 036:420 | −6    | 35     |
| 8.  | Beroe Stara Sagora         | 26  | 10 | 5 | 11 | 027:280 | −1    | 35     |
| 9.  | Pirin Blagoewgrad          | 26  | 10 | 4 | 12 | 030:360 | −6    | 34     |
| 10. | FC Wereja Stara Sagora (N) | 26  | 8  | 6 | 12 | 022:360 | −14   | 30     |
| 11. | Slawia Sofia               | 26  | 8  | 4 | 14 | 030:450 | −15   | 28     |
| 12. | Neftochimik Burgas (N)     | 26  | 7  | 5 | 14 | 027:370 | −10   | 26     |
| 13. | Lok Gorna Orjachowiza (N)  | 26  | 5  | 7 | 14 | 022:390 | −17   | 22     |
| 14. | PFK Montana                | 26  | 3  | 3 | 20 | 016:490 | −33   | 12     |

Platzierungskriterien: 1. Punkte – 2. Direkter Vergleich (Punkte, Tordifferenz, geschossene Tore) – 3. Tordifferenz – 4. geschossene Tore

| (M) | amtierender bulgarischer Meister     |
| (P) | amtierender bulgarischer Pokalsieger |
| (N) | Aufsteiger aus der B Grupa 2015/16   |

### Kreuztabelle
Die Kreuztabelle stellt die Ergebnisse aller Spiele dieser Saison dar. Die Heimmannschaft ist in der linken Spalte, die Gastmannschaft in der oberen Zeile aufgelistet.
| 2016/17                | Beroe Stara Sagora | Botew Plowdiw | Dunaw Russe | Lewski Sofia | Lok Gorna Orjachowiza | Lokomotive Plowdiw | Ludogorez Rasgrad | PFK Montana | Neftochimik Burgas | Pirin Blagoewgrad | Slawia Sofia | Tscherno More Warna | Wereja Stara Sagora | ZSKA Sofia |
| ---------------------- | ------------------ | ------------- | ----------- | ------------ | --------------------- | ------------------ | ----------------- | ----------- | ------------------ | ----------------- | ------------ | ------------------- | ------------------- | ---------- |
| Beroe Stara Sagora     |                    | 3:4           | 0:0         | 1:0          | 1:1                   | 3:2                | 0:2               | 2:1         | 2:0                | 1:0               | 1:1          | 0:1                 | 1:0                 | 0:1        |
| Botew Plowdiw          | 2:0                |               | 0:2         | 1:1          | 4:0                   | 1:1                | 1:3               | 2:0         | 2:1                | 3:2               | 3:2          | 2:3                 | 2:1                 | 0:0        |
| Dunaw Russe            | 0:4                | 1:2           |             | 2:2          | 1:0                   | 1:1                | 3:5               | 1:1         | 3:0                | 1:0               | 1:1          | 3:0                 | 0:0                 | 2:0        |
| Lewski Sofia           | 2:0                | 2:0           | 2:0         |              | 1:1                   | 1:2                | 1:0               | 0:0         | 1:0                | 2:0               | 1:0          | 1:0                 | 4:0                 | 2:1        |
| Lok Gorna Orjachowiza  | 0:1                | 0:1           | 0:2         | 0:1          |                       | 2:1                | 0:5               | 0:1         | 0:0                | 1:0               | 1:0          | 2:2                 | 5:0                 | 0:0        |
| Lokomotive Plowdiw     | 1:1                | 2:0           | 0:0         | 2:2          | 2:1                   |                    | 2:2               | 2:0         | 0:0                | 2:3               | 1:1          | 1:0                 | 3:1                 | 1:1        |
| Ludogorez Rasgrad      | 1:0                | 4:1           | 2:2         | 2:1          | 4:0                   | 1:0                |                   | 2:0         | 3:1                | 3:0               | 3:1          | 1:1                 | 4:0                 | 2:1        |
| PFK Montana            | 0:3                | 3:1           | 1:2         | 1:3          | 2:4                   | 0:3                | 0:4               |             | 2:0                | 1:2               | 1:2          | 0:2                 | 1:1                 | 0:2        |
| Neftochimik Burgas     | 1:0                | 4:0           | 1:2         | 1:2          | 1:1                   | 1:2                | 1:1               | 2:0         |                    | 3:1               | 2:0          | 1:3                 | 1:0                 | 0:2        |
| Pirin Blagoewgrad      | 1:1                | 2:1           | 4:1         | 1:0          | 2:1                   | 1:0                | 1:3               | 1:0         | 1:0                |                   | 4:0          | 1:3                 | 1:1                 | 1:1        |
| Slawia Sofia           | 1:2                | 3:2           | 0:2         | 0:4          | 3:1                   | 2:0                | 0:2               | 2:0         | 0:3                | 3:1               |              | 2:1                 | 3:1                 | 0:1        |
| Tscherno More Warna    | 1:0                | 1:1           | 1:0         | 1:0          | 1:1                   | 2:0                | 1:3               | 1:0         | 3:1                | 0:0               | 0:0          |                     | 2:1                 | 0:2        |
| FC Wereja Stara Sagora | 1:0                | 1:0           | 1:0         | 0:1          | 1:0                   | 0:1                | 1:5               | 3:0         | 1:1                | 2:0               | 3:0          | 0:0                 |                     | 1:0        |
| ZSKA Sofia             | 4:0                | 0:0           | 3:0         | 1:1          | 2:0                   | 0:1                | 0:2               | 2:1         | 5:1                | 2:0               | 2:0          | 1:0                 | 1:1                 |            |

## Meisterschaftsrunde
Die sechs bestplatzierten Vereine der regulären Saison erreichten die Meisterschaftsrunde, in der es neben der Meisterschaft auch um die internationalen Plätze im Europapokal ging. Der Meister qualifizierte sich für die zweite Qualifikationsrunde zur Champions League und der Vizemeister nahm an den Europa-League-Playoffs teil. Der Drittplatzierte erreichte die Qualifikationsrunden der Europa League.
Gespielt wurde eine weitere Doppelrunde zwischen den sechs Vereinen, wobei alle Ergebnisse aus der regulären Saison übertragen wurden.
| Pl. | Verein                | Sp. | S  | U  | N  | Tore    | Diff. | Punkte |
| --- | --------------------- | --- | -- | -- | -- | ------- | ----- | ------ |
| 1.  | Ludogorez Rasgrad (M) | 36  | 25 | 8  | 3  | 087:280 | +59   | 83     |
| 2.  | ZSKA Sofia 1 (N, P)   | 36  | 19 | 10 | 7  | 051:210 | +30   | 67     |
| 3.  | Lewski Sofia          | 36  | 18 | 9  | 9  | 050:310 | +19   | 63     |
| 4.  | Dunaw Russe (N)       | 36  | 15 | 10 | 11 | 046:440 | +2    | 55     |
| 5.  | Lokomotive Plowdiw    | 36  | 14 | 10 | 12 | 050:520 | −2    | 52     |
| 6.  | Tscherno More Warna   | 36  | 13 | 8  | 15 | 039:450 | −6    | 47     |

| (M) | amtierender bulgarischer Meister     |
| (P) | amtierender bulgarischer Pokalsieger |
| (N) | Aufsteiger aus der B Grupa 2015/16   |

|                     | Dunaw Russe | Lewski Sofia | Lokomotive Plowdiw | Ludogorez Rasgrad | Tscherno More Warna | ZSKA Sofia |
| ------------------- | ----------- | ------------ | ------------------ | ----------------- | ------------------- | ---------- |
| Dunaw Russe         |             | 0:1          | 2:3                | 2:2               | 1:0                 | 1:0        |
| Lewski Sofia        | 1:1         |              | 5:0                | 1:3               | 2:2                 | 0:3        |
| Lokomotive Plowdiw  | 3:4         | 2:1          |                    | 0:3               | 2:1                 | 1:2        |
| Ludogorez Rasgrad   | 0:1         | 0:0          | 1:2                |                   | 4:0                 | 1:1        |
| Tscherno More Warna | 1:2         | 0:1          | 3:2                | 1:3               |                     | 0:1        |
| ZSKA Sofia          | 2:0         | 3:0          | 0:0                | 1:1               | 3:1                 |            |

## Abstiegsrunde
Die Teams auf den Plätzen 7 bis 14 der regulären Saison wurden nach dem Serpentinenverfahren auf zwei Play-off-Gruppen aufgeteilt. Die zwei besten Vereine jeder Gruppe qualifizieren sich für den Europa-League-Playoff, während die zwei schlechtesten Vereine um ihren Verbleib in der Parwa Liga weiterspielen mussten.
Gespielt wurde eine weitere Doppelrunde zwischen den vier Vereinen von jeder Gruppe, wobei alle Ergebnisse aus der Vorrunde übertragen wurden.

### Gruppe A
| Pl. | Verein                     | Sp. | S  | U | N  | Tore    | Diff. | Punkte |
| --- | -------------------------- | --- | -- | - | -- | ------- | ----- | ------ |
| 1.  | FC Wereja Stara Sagora (N) | 32  | 13 | 6 | 13 | 031:400 | −9    | 45     |
| 2.  | Botew Plowdiw              | 32  | 13 | 5 | 14 | 051:500 | +1    | 44     |
| 3.  | Slawia Sofia               | 32  | 11 | 4 | 17 | 037:550 | −18   | 37     |
| 4.  | PFK Montana                | 32  | 4  | 3 | 25 | 024:660 | −42   | 15     |

| (N) | Aufsteiger aus der B Grupa 2015/16 |

| 2017                   | Botew Plowdiw | PFK Montana | Slawia Sofia | Wereja Stara Sagora |
| ---------------------- | ------------- | ----------- | ------------ | ------------------- |
| Botew Plowdiw          |               | 7:1         | 3:1          | 0:1                 |
| PFK Montana            | 2:1           |             | 3:4          | 2:3                 |
| Slawia Sofia           | 0:3           | 1:0         |              | 0:1                 |
| FC Wereja Stara Sagora | 3:1           | 1:0         | 0:1          |                     |

### Gruppe B
| Pl. | Verein                    | Sp. | S  | U | N  | Tore    | Diff. | Punkte |
| --- | ------------------------- | --- | -- | - | -- | ------- | ----- | ------ |
| 1.  | Beroe Stara Sagora        | 32  | 12 | 8 | 12 | 035:330 | +2    | 44     |
| 2.  | Pirin Blagoewgrad         | 32  | 12 | 7 | 13 | 041:440 | −3    | 43     |
| 3.  | Neftochimik Burgas (N)    | 32  | 8  | 7 | 17 | 033:470 | −14   | 31     |
| 4.  | Lok Gorna Orjachowiza (N) | 32  | 7  | 9 | 16 | 032:510 | −19   | 30     |

| (N) | Aufsteiger aus der B Grupa 2015/16 |

| 2017                  | Beroe Stara Sagora | Lok Gorna Orjachowiza | Neftochimik Burgas | Pirin Blagoewgrad |
| --------------------- | ------------------ | --------------------- | ------------------ | ----------------- |
| Beroe Stara Sagora    |                    | 2:3                   | 3:0                | 1:1               |
| Lok Gorna Orjachowiza | 0:1                |                       | 1:1                | 4:3               |
| Neftochimik Burgas    | 0:0                | 4:1                   |                    | 0:3               |
| Pirin Blagoewgrad     | 1:1                | 1:1                   | 2:1                |                   |

## Qualifikationsspiele

### UEFA Europa League
Die beide bestplatzierten Vereine jeder Gruppe des Play-offs sowie der Drittplatzierte der Meisterschaftsrunde spielten in drei Runden jeweils mit Hin- und Rückspiel einen weiteren Startplatz zur UEFA Europa League aus. Die vier Mannschaften aus der Play-offs ermittelten in der ersten zwei Runden den Klub, der in der 3. Runde gegen den Drittplatzierten aus der Meisterschaftsrunde antrat. Der Sieger aus diesem Spiel startete dann in der 1. Qualifikationsrunde der UEFA Europa League 2017/18.
Runde 1
| Datum                |                   | Gesamt |                        | Hinspiel | Rückspiel |
| -------------------- | ----------------- | ------ | ---------------------- | -------- | --------- |
| 15. und 19. Mai 2017 | Botew Plowdiw     | 4:2    | Beroe Stara Sagora     | 3:0      | 1:2       |
| 16. und 20. Mai 2017 | Pirin Blagoewgrad | 1:2    | FC Wereja Stara Sagora | 1:1      | 0:1       |

Runde 2
Die Spiele der zweiten Runde zwischen Wereja Stara Sagora und Botew Plowdiw sollten am 27. und 30. Mai 2017 stattfinden. Am 24. Mai 2017 gewann Botew Plowdiw den bulgarischen Fußballpokal und qualifizierte sich dadurch für die UEFA Europa League 2017/18. Damit wurden die Spiele dieser Runde abgesagt, wobei Wereja sich direkt für die dritte Runde qualifizierte.
Runde 3
| Datum        |              | Ergebnis              |                        | Stadion                           |
| ------------ | ------------ | --------------------- | ---------------------- | --------------------------------- |
| 4. Juni 2017 | Lewski Sofia | 1:1 n. V. (9:8 i. E.) | FC Wereja Stara Sagora | Sofia (Georgi-Asparuchow-Stadion) |

### Relegation
Die beiden schlechtstplatzierten Vereine der Parwa liga, sowie der Zweit- und Drittplatzierten der Wtora liga spielten in der Relegation über drei Runden. Zunächst traten in der ersten Runde die jeweils beiden letzten Mannschaften über Kreuz in zwei Spielen an.
In der zweiten Runde trafen die beiden Sieger, sowie die beiden Verlierer aufeinander. Der Gewinner der Siegerrunde belegte den 11. Platz und spielt auch in der folgenden Saison in der Parwa liga. Der Unterlegene der Verliererrunde belegte den 14. Platz und stieg ab.
Die beiden anderen Klubs spielten in der dritten Runde gegen den Zweiten bzw. Dritten der Wtora liga. Die beiden Sieger qualifizierten sich für die Parwa liga, während die Verlierer in der Wtora liga spielen.
Runde 1
Die beiden Gruppendritten und -vierten der Relegationsrunde spielten über Kreuz gegeneinander.
| Datum                |                       | Gesamt |                    | Hinspiel | Rückspiel |
| -------------------- | --------------------- | ------ | ------------------ | -------- | --------- |
| 18. und 22. Mai 2017 | PFK Montana           | 2:5    | Neftochimik Burgas | 1:3      | 1:2       |
| 18. und 22. Mai 2017 | Lok Gorna Orjachowiza | 1:4    | Slawia Sofia       | 0:3      | 1:1       |

Runde 2
Die beiden Sieger der Runde 1 spielten um Platz 11 und 12, die beiden Verlierer um Platz 13 und 14.
| Datum                |                    | Gesamt |                       | Hinspiel | Rückspiel |
| -------------------- | ------------------ | ------ | --------------------- | -------- | --------- |
| 26. und 29. Mai 2017 | Neftochimik Burgas | 2:6    | Slawia Sofia          | 0:1      | 2:5       |
| 26. und 29. Mai 2017 | PFK Montana        | 4:1    | Lok Gorna Orjachowiza | 1:1      | 3:0       |

Slawia blieb in der Parwa liga, Lok stieg ab.
Runde 3
Neftochimik als Zwölfter trat gegen den Dritten der Wtora liga an, Montana als 13. gegen den Zweiten der Wtora liga.
| Datum        |                    | Ergebnis |                   |
| ------------ | ------------------ | -------- | ----------------- |
| 2. Juni 2017 | Neftochimik Burgas | 0:1      | Witoscha Bistriza |
| 3. Juni 2017 | PFK Montana        | 1:2      | Septemwri Sofia   |

Neftochimik und Montana stiegen ab.

## Torschützenliste
| Pl. | Spieler          | Mannschaft                               | Tore |
| --- | ---------------- | ---------------------------------------- | ---- |
| 01. | Claudiu Keșerü   | Ludogorez Rasgrad                        | 22   |
| 02. | Martin Kamburow  | Lokomotive Plowdiw                       | 17   |
| 03. | Marcelinho       | Ludogorez Rasgrad                        | 14   |
| 04. | João Paulo       | Ludogorez Rasgrad (1) Botew Plowdiw (12) | 13   |
| 04. | Wanderson        | Ludogorez Rasgrad                        | 13   |
| 06. | Boschidar Kraew  | Lewski Sofia                             | 11   |
| 06. | Junior Mapuku    | Beroe Stara Sagora                       | 11   |
| 06. | Daniel Mladenow  | Pirin Blagoewgrad                        | 11   |
| 06. | Todor Nedelew    | Botew Plowdiw                            | 11   |
| 10. | Miroslaw Budinow | Dunaw Russe                              | 10   |
| 10. | Jonathan Cafu    | Ludogorez Rasgrad                        | 10   |
| 10. | Stanislaw Kostow | Pirin Blagoewgrad                        | 10   |
| 10. | Marek Kuzma      | Tscherno More Warna                      | 10   |
| 10. | Serder Serderow  | Slawia Sofia                             | 10   |